# Rodez Aveyron Football (femminile)
Il Rodez Aveyron Football Section Féminine, più semplicemente citato come Rodez AF o Rodez, è una squadra di calcio femminile professionistico francese, sezione femminile dell'omonimo club con sede a Rodez, capoluogo del dipartimento dell'Aveyron nella regione del Midi-Pirenei. Milita in Seconde Ligue, la seconda serie del campionato francese femminile di calcio.
Fondata nel 1993, nella sua storia sportiva la squadra ha ottenuto il suo più prestigioso risultato con il quinto posto raggiunto al termine della stagione di Division 1 Féminine 2015-2016 e le semifinali di Coppa di Francia 2015-2016. La squadra, guidata dal tecnico ed ex Nazionale Sabrina Viguier dall'estate 2018, nella stagione 2018-2019 ha partecipato alla Division 1 Féminine per l'ottava volta consecutiva.

## Palmarès
- Campionato francese di seconda divisione: 2

2009-2010, 2021-2022